# Skwentna
Skwentna és una concentració de població designada pel cens dels Estats Units a l'estat d'Alaska. Segons el cens del 2000 tenia 111 habitants.

## Demografia
Segons el cens del 2000, Skwentna tenia 111 habitants, 50 habitatges, i 29 famílies La densitat de població era de 0,1 habitants/km².
Dels 50 habitatges en un 22% hi vivien nens de menys de 18 anys, en un 48% hi vivien parelles casades, en un 6% dones solteres, i en un 42% no eren unitats familiars. En el 36% dels habitatges hi vivien persones soles el 36% de les quals corresponia a persones de 65 anys o més que vivien soles. El nombre mitjà de persones vivint en cada habitatge era de 2,22 i el nombre mitjà de persones que vivien en cada família era de 2,9.
Per edats la població es repartia de la següent manera: un 22,5% tenia menys de 18 anys, un 5,4% entre 18 i 24, un 23,4% entre 25 i 44, un 44,1% de 45 a 60 i un 4,5% 65 anys o més.
L'edat mediana era de 45 anys. Per cada 100 dones de 18 o més anys hi havia 168,8 homes.
La renda mediana per habitatge era de 16.250 $ i la renda mediana per família de 52.917 $. Els homes tenien una renda mediana de 13.333 $ mentre que les dones 18.750 $. La renda per capita de la població era de 23.994 $. Cap de les famílies i el 5,8% de la població estaven per davall del llindar de pobresa.

## Poblacions més properes
El següent diagrama mostra les poblacions més properes.